# Wong Tai Sin (stacja metra)
Wong Tai Sin (chiński: 黃大仙) – jedna ze stacji MTR, systemu szybkiej kolei w Hongkongu, na Kwun Tong Line. Została otwarta 1 października 1979 roku.
Stacja znajduje się w Wong Tai Sin.